# Стрільба з лука на Європейських іграх 2019
На Європейських іграх 2019 у Мінську, було проведено всі змагання зі стрільби з лука у 8 дисциплінах. 5 дисциплін із класичним луком та 3 з блочним. Змагання зі стрільби з класичного лука також відіграватимуть роль у кваліфікації на літні Олімпійські ігри 2020.

## Кваліфікація
Виконавчий комітет WAE схвалив систему кваліфікації в листопаді 2017 року. Загалом 128 спортсменів пройшли кваліфікацію для ігор, 96 у класичному та 32 у блочному.

### Залік
| Нація           | Класичний              | Класичний         | Класичний            | Класичний       | Класичний     | Блочний                | Блочний           | Блочний       | Всього |
| Нація           | Чоловіча індивідуальна | Чоловіча командна | Жіноча індивідуальна | Жіноча командна | Змішана парна | Чоловіча індивідуальна | Чоловіча командна | Змішана парна | Всього |
| --------------- | ---------------------- | ----------------- | -------------------- | --------------- | ------------- | ---------------------- | ----------------- | ------------- | ------ |
| Албанія         | 1                      |                   |                      |                 |               |                        |                   |               | 1      |
| Австрія         | 1                      |                   | 1                    |                 | X             |                        |                   |               | 2      |
| Азербайджан     |                        |                   | 1                    |                 |               |                        |                   |               | 1      |
| Білорусь        | 3                      | X                 | 3                    | X               | X             | 1                      | 1                 | X             | 8      |
| Бельгія         | 1                      |                   | 1                    |                 | X             |                        | 1                 |               | 3      |
| Болгарія        | 1                      |                   | 1                    |                 | X             |                        |                   |               | 2      |
| Хорватія        | 1                      |                   | 1                    |                 | X             | 1                      | 1                 | X             | 4      |
| Кіпр            | 1                      |                   | 1                    |                 | X             |                        | 1                 |               | 3      |
| Чехія           | 1                      |                   |                      |                 |               | 1                      |                   |               | 2      |
| Данія           |                        |                   | 3                    | X               |               |                        | 1                 |               | 4      |
| Естонія         | 1                      |                   | 1                    |                 | X             |                        | 1                 |               | 3      |
| Фінляндія       | 1                      |                   | 1                    |                 | X             | 1                      |                   |               | 3      |
| Франція         | 3                      | X                 | 1                    |                 | X             | 1                      | 1                 | X             | 6      |
| Грузія          | 1                      |                   | 1                    |                 | X             |                        |                   |               | 2      |
| Німеччина       | 1                      |                   | 3                    | X               | X             | 1                      | 1                 | X             | 6      |
| Велика Британія | 3                      | X                 | 3                    | X               | X             | 1                      | 1                 | X             | 8      |
| Греція          | 1                      |                   | 1                    |                 | X             |                        |                   |               | 2      |
| Угорщина        | 1                      |                   |                      |                 |               |                        |                   |               | 1      |
| Ісландія        |                        |                   |                      |                 |               |                        | 1                 |               | 1      |
| Ірландія        |                        |                   | 1                    |                 |               |                        |                   |               | 1      |
| Ізраїль         | 1                      |                   |                      |                 |               |                        |                   |               | 1      |
| Італія          | 3                      | X                 | 3                    | X               | X             | 1                      | 1                 | X             | 8      |
| Косово          |                        |                   | 1                    |                 |               |                        |                   |               | 1      |
| Латвія          | 1                      |                   |                      |                 |               |                        |                   |               | 1      |
| Литва           |                        |                   | 1                    |                 |               |                        |                   |               | 1      |
| Люксембург      | 3                      | X                 |                      |                 |               | 1                      |                   |               | 4      |
| Молдова         | 1                      |                   | 1                    |                 | X             |                        |                   |               | 2      |
| Чорногорія      |                        |                   | 1                    |                 |               |                        |                   |               | 1      |
| Нідерланди      | 3                      | X                 | 1                    |                 | X             | 1                      | 1                 | X             | 6      |
| Польща          | 1                      |                   | 1                    |                 | X             | 1                      |                   |               | 3      |
| Португалія      |                        |                   |                      |                 |               | 1                      |                   |               | 1      |
| Румунія         |                        |                   | 1                    |                 |               |                        |                   |               | 1      |
| Росія           | 3                      | X                 | 3                    | X               | X             | 1                      | 1                 | X             | 8      |
| Сан-Марино      | 1                      |                   |                      |                 |               |                        |                   |               | 1      |
| Сербія          |                        |                   |                      |                 |               | 1                      |                   |               | 1      |
| Словаччина      | 1                      |                   | 1                    |                 | X             |                        |                   |               | 2      |
| Словенія        | 1                      |                   | 1                    |                 | X             |                        | 1                 |               | 3      |
| Іспанія         | 3                      | X                 | 1                    |                 | X             |                        | 1                 |               | 5      |
| Швеція          | 1                      |                   | 1                    |                 | X             | 1                      |                   |               | 3      |
| Швейцарія       | 1                      |                   | 1                    |                 | X             |                        |                   |               | 2      |
| Туреччина       | 1                      |                   | 3                    | X               | X             | 1                      | 1                 | X             | 6      |
| Україна         | 1                      |                   | 3                    | X               | X             |                        |                   |               | 4      |
| 42 нації        | 48                     | 8                 | 48                   | 8               | 25            | 16                     | 16                | 9             | 128    |

### Класичний лук
| Тип кваліфікації                           | Дата              | Місце проведення | Спортсменів на націю | Всього місць | Кваліфіковані чоловіки                                                                                                 | Кваліфіковані жінки |
| ------------------------------------------ | ----------------- | ---------------- | -------------------- | ------------ | --- | --- |
| Країна-господар                            | Н/Д               | Н/Д              | 3                    | 3            | Білорусь | Білорусь |
| Чемпіонат Європи 2018 (команди)            | 27–31 серпня 2018 | Легниця          | 3                    | 15           | Велика Британія Італія Люксембург Росія Іспанія                                                                        | Німеччина Велика Британія Італія Росія Туреччина                                                                       |
| Чемпіонат Європи 2018 (індивідуальні)      | 27–31 серпня 2018 | Легниця          | 1                    | 14           | Австрія Бельгія Болгарія Хорватія Фінляндія Німеччина Угорщина Латвія Молдова Польща Словенія Швеція Туреччина Україна | Австрія Азербайджан Бельгія Естонія Франція Грузія Греція Молдова Нідерланди Норвегія Польща Словаччина Іспанія Швеція |
| Європейський Гран-Прі 2019 (команди)       | 9–13 квітня 2019  | Бухарест         | 3                    | 6            | Франція Нідерланди | Данія Україна |
| Європейський Гран-Прі 2019 (індивідуальні) | 9–13 квітня 2019  | Бухарест         | 1                    | 7            | Естонія Грузія Греція Ізраїль Норвегія Словаччина Швейцарія                                                            | Болгарія Хорватія Фінляндія Ірландія Румунія Словенія Швейцарія                                                        |
| Універсальні місця                         | Н/Д               | Н/Д              | 1                    | 3            | Албанія Ліхтенштейн Сан-Марино                                                                                         | Косово Литва Чорногорія                                                                                                |
| Перерозподіл                               |                   |                  | 1                    |              | Кіпр Чехія | Кіпр |
| Всього                                     | Всього            | Всього           |                      |              | 48 спортсменів | 48 спортсменів |

### Блочний лук
| Тип кваліфікації                           | Дата              | Місце проведення | Спортсменів на націю | Всього місць | Кваліфіковані чоловіки                                                  | Кваліфіковані жінки                                               |
| ------------------------------------------ | ----------------- | ---------------- | -------------------- | ------------ | ----------------------------------------------------------------------- | ----------------------------------------------------------------- |
| Країна-господар                            | Н/Д               | Н/Д              | 1                    | 1            | Білорусь                                                                | Білорусь                                                          |
| Чемпіонат Європи 2018 (індивідуальні)      | 27–31 серпня 2018 | Легниця          | 1                    | 8            | Хорватія Фінляндія Франція Італія Люксембург Нідерланди Росія Туреччина | Бельгія Данія Франція Нідерланди Росія Словенія Іспанія Туреччина |
| Європейський Гран-Прі 2019 (індивідуальні) | 9–13 квітня 2019  | Бухарест         | 1                    | 5            | Німеччина Велика Британія Польща Сербія Швеція                          | Хорватія Естонія Німеччина Велика Британія Італія                 |
| Універсальні місця                         | Н/Д               | Н/Д              | 1                    | 2            | Чехія Португалія                                                        | Кіпр Ісландія                                                     |
| Всього                                     | Всього            | Всього           |                      |              | 16 спортсменів                                                          | 16 спортсменів                                                    |

## Медальний залік

### Медальна таблиця
*   Країна-господарка (  Білорусь)
| Місце               | Країна              | Золото | Срібло | Бронза | Загалом |
| ------------------- | ------------------- | ------ | ------ | ------ | ------- |
| 1                   | Італія              | 3      | 1      | 1      | 5       |
| 2                   | Нідерланди          | 1      | 3      | 1      | 5       |
| 3                   | Росія               | 1      | 1      | 0      | 2       |
| 3                   | Велика Британія     | 1      | 1      | 0      | 2       |
| 5                   | Франція             | 1      | 0      | 1      | 2       |
| 6                   | Словенія            | 1      | 0      | 0      | 1       |
| 7                   | Білорусь*           | 0      | 1      | 0      | 1       |
| 7                   | Люксембург          | 0      | 1      | 0      | 1       |
| 9                   | Іспанія             | 0      | 0      | 1      | 1       |
| 9                   | Німеччина           | 0      | 0      | 1      | 1       |
| 9                   | Туреччина           | 0      | 0      | 1      | 1       |
| 9                   | Хорватія            | 0      | 0      | 1      | 1       |
| 9                   | Данія               | 0      | 0      | 1      | 1       |
| Загалом (13 збірні) | Загалом (13 збірні) | 8      | 8      | 8      | 24      |

### Класичний лук
| Дисципліна             | Золото                                                    | Срібло                                                      | Бронза                                                |
| ---------------------- | --------------------------------------------------------- | ----------------------------------------------------------- | ----------------------------------------------------- |
| Чоловіча індивідуальна | Мауро Несполі · Італія                                    | Стів Вейлер · Нідерланди                                    | Пабло Ака · Іспанія                                   |
| Чоловіча командна      | Франція П'єр Пліон Томас Крірольт Жан-Шарль Валладон      | Нідерланди Сьєф ван ден Берг Ян ван Тонгерен Стів Вейлер    | Італія Марко Гальяццо Мауро Несполі Давід Паскуалуччі |
| Жіноча індивідуальна   | Татьяна Андреолі · Італія                                 | Лучілла Боарі · Італія                                      | Габріела Баярдо · Нідерланди                          |
| Жіноча командна        | Велика Британія Сара Беттлес Наомі Фолкард Брайоні Пітмен | Білорусь Карина Дьомінська Карина Казловська Ганна Марусава | Данія Ранді Ден Мая Ягер Анне Марі Лорсен             |
| Змішана парна          | Італія Лучілла Боарі Мауро Несполі                        | Велика Британія Наомі Фолкард Патрік Х'юстон                | Німеччина Мішель Кроппен Седрик Рігер                 |

### Блочний лук
| Event              | Золото                             | Срібло                               | Бронза                              |
| ------------------ | ---------------------------------- | ------------------------------------ | ----------------------------------- |
| Men's individual   | Майк Слоссер · Нідерланди          | Жиль Сейверт · Люксембург            | Маріо Вавро · Хорватія              |
| Women's individual | Тоя Еллісон · Словенія             | Наталія Авдєєва · Росія              | Софі Додмон · Франція               |
| Mixed team         | Росія Наталія Авдєєва Антон Булаєв | Нідерланди Санне де Лат Майк Слоссер | Туреччина Єшім Бостан Еврен Чагіран |